# Yavi
Pour les articles homonymes, voir Yavi (homonymie).
Yavi est une localité argentine du département de Yavi de la province de Jujuy.

## Galerie

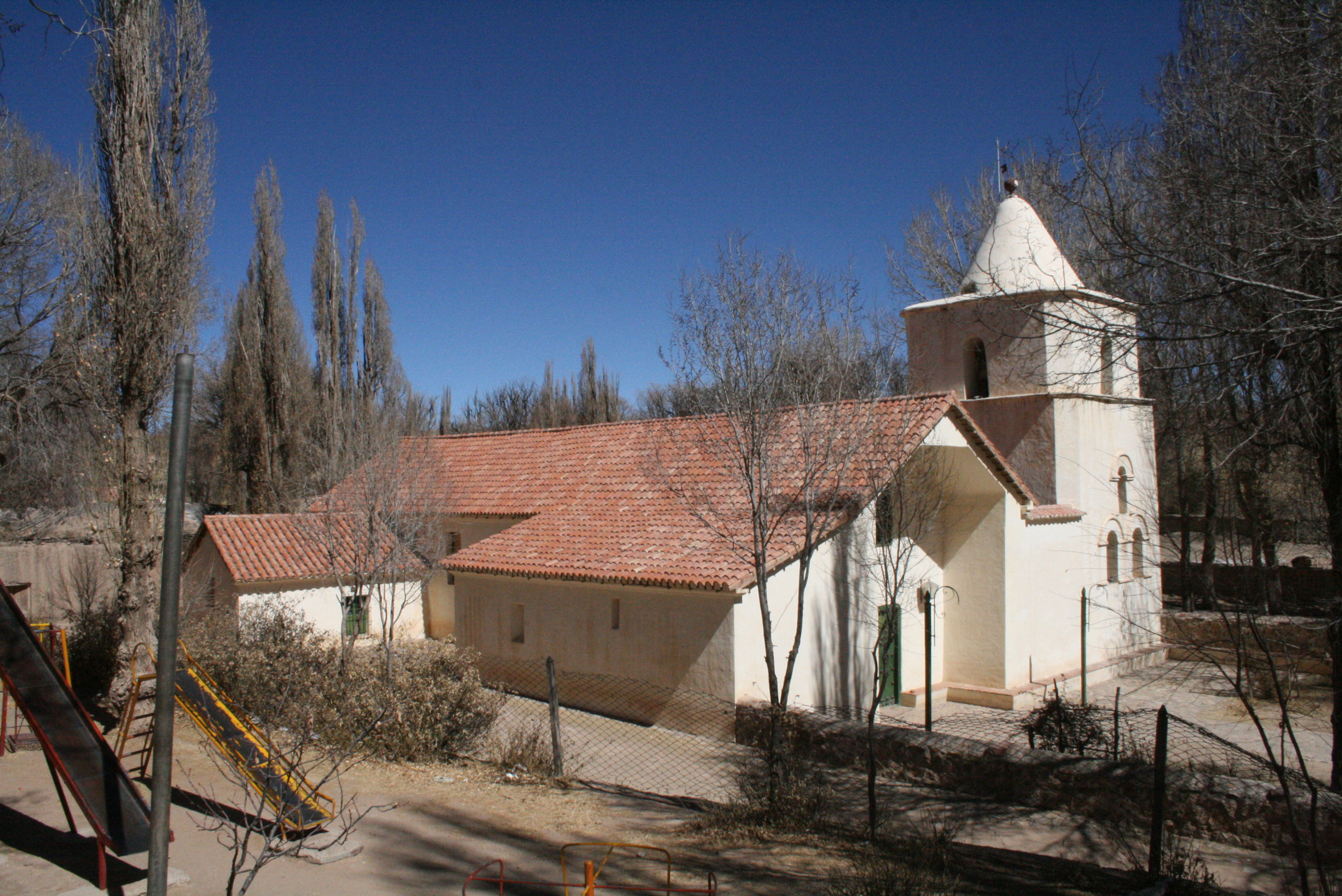
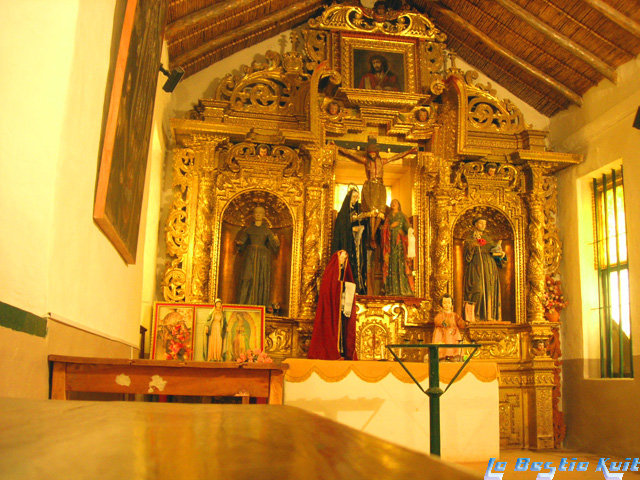
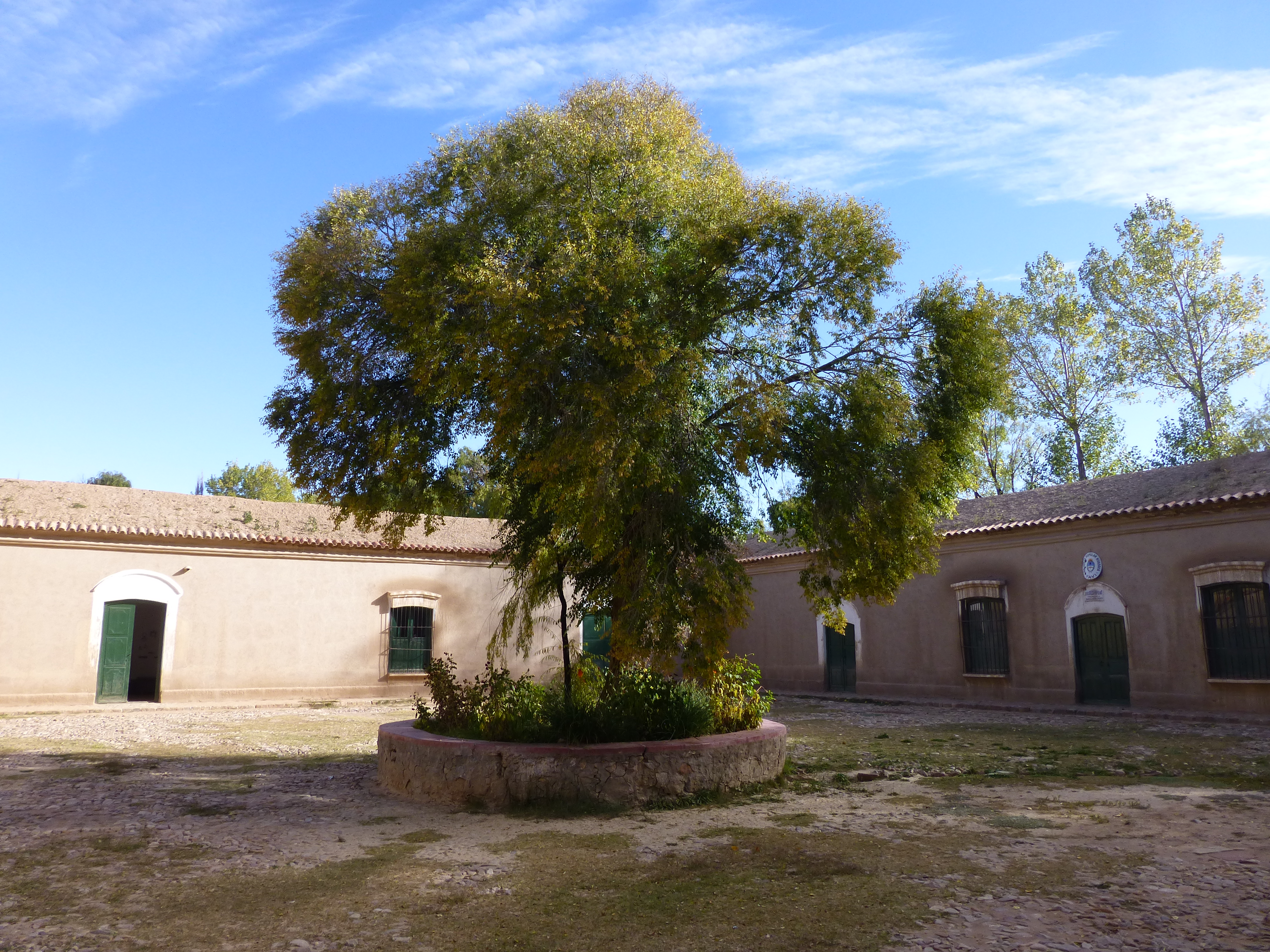